# Ионесси
Акционерное общество по производству обуви «Ионесси» — российское предприятие по производству обуви, расположенное в Красноярске.

## История
В 1922 году Советом народных комиссаров для обеспечения обувью, в первую очередь, армии, а также рабочих и крестьян, приняли решение создать в Красноярске обувную фабрику. В Москве закупили оборудование частной обувной фабрики и разместили в жилом двухэтажном доме на улице Ленина 58.
В сентябре 1923 года фабрика была запущена в эксплуатацию и стала одним из первых предприятий легкой промышленности за Уралом. Годовой объём составлял 30 тыс. пар. Первым названием фабрики было «Спартак».
В 20-30-е гг.: первые выпуски обуви, первые конвейеры, первые хозрасчетные бригады, борьба за качество продукции, первая реконструкция предприятия.
За годы войны было выпущено 1 676 000 пар обуви.
В 50-х годах фабрика стала осваивать выпуск обуви для гражданского населения.
В 1960 году в ходе объединения с кожевенным заводом на базе фабрики был сформирован кожевенно-обувной комбинат. С 1963 года в состав комбината вошла Ачинская и Абаканская обувные фабрики.

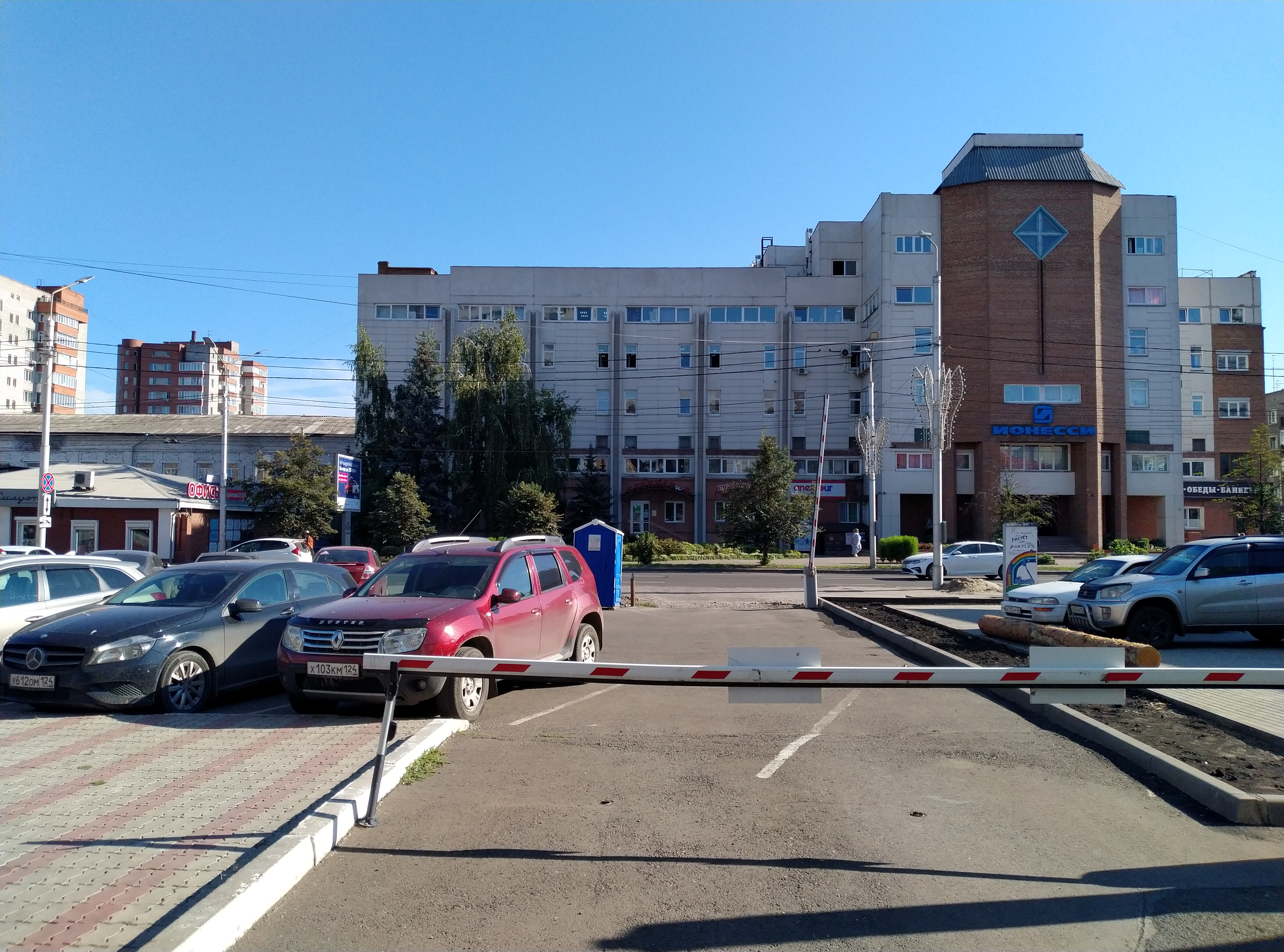
Здание обувной фабрики

В 4 квартале 1987 года открыт первый фирменный магазин «ЕНИСЕЙ» на пр. Мира, д. 57. К 2019 году торговая сеть насчитывает порядка 30 магазинов на территории Красноярского края, республики Хакасия, Кемеровской и Иркутской областей.
В 1991 г. фабрика приобрела статус акционерного общества и изменила название на «Ионесси» («большая вода» в переводе с эвенкийского языка).
С 1990 по 1997 год без привлечения государственных капиталовложений велось расширенное строительство, было закуплено новое импортное оборудование появилась возможность выпускать обувь соответствующую современным требованиям дизайна, недорогую, подходящую для всех слоев населения.
В 2001 году ЗАО «Ионесси» вошло, в число лучших социально значимых представителей среднего и малого бизнеса.
В 2015 году открылся интернет-магазин IONESSI.
В 2018 предприятие празднует юбилей — 95 лет..
В настоящее время ИОНЕССИ — предприятие, оснащенное высокотехнологичным оборудованием. Для производства обуви «Ионесси» используется натуральные кожа и мех. Ежегодно «ИОНЕССИ» представляет более 150 моделей обуви и выпускает около 130 тыс. пар в год..
«Ионесси» — член Российского Союза Кожевников и Обувщиков.

## Достижения
- Лауреат международного конкурса «Лучшие товары и услуги — ГЕММА» (2007, 2010, 2012)[8][9][10].
- Звание «Лидер Российской экономики»[11].
- Премия «Российский национальный Олимп»[11].
- Победитель программы «100 лучших товаров России»[11].
- Диплом «Народное звание» в межрегиональном конкурсе «Лучшие товары и услуги Сибири»[11].